# باشگاه فوتبال ترلبورگ
باشگاه فوتبال ترلبورگ (انگلیسی: Trelleborgs FF) یک باشگاه فوتبال سوئدی است که در شهر ترلبورگ واقع شده است و در حال حاضر در سوپرتان، سطح دوم فوتبال در سوئد، به فعالیت مشغول است.